# Stanko Topolčnik
Stanko Topolčnik (2 de diciembre de 1947 – 14 de abril de 2013) fue un deportista yugoslavo que compitió en judo. Ganó una medalla de bronce en el Campeonato Europeo de Judo de 1969 en la categoría de –63 kg.
Participó en los Juegos Olímpicos de Múnich 1972, donde finalizó decimotercero en la categoría de –63 kg.

## Palmarés internacional
| Campeonato Europeo | Campeonato Europeo | Campeonato Europeo | Campeonato Europeo |
| Año                | Lugar              | Medalla            | Categoría          |
| ------------------ | ------------------ | ------------------ | ------------------ |
| 1969               | Ostende (Bélgica)  | Medalla de bronce  | –63 kg             |